# Torneo Sub-20 Integración Latinoamericana
El Torneo Sub-20 Integración Latinoamericana de 2010 se realizó entre el 25 de julio y el 31 de julio. En el certamen jugaron selecciones Sub-20 y fue trasmitido en vivo por Fox Sports para Latinoamérica y en TV Abierta en diferido por LaTele (Canal 11). 
El certamen hace parte del programa de preparación de los equipos que participarán en el Campeonato Sudamericano Sub-20 en Perú y en la Copa Mundial de Fútbol Sub-20 de 2011.

## Estadios
Los partidos se disputaron en 3 plazas:
- Estadio Defensores del Chaco
- Estadio Dr. Nicolás Leoz
- Estadio General Pablo Rojas

## Equipos participantes
- Argentina
- Brasil
- Colombia
- México
- Paraguay
- Uruguay

## Resultados
- Los horarios corresponden a la hora de Paraguay (UTC-3)
- Leyenda: Pts: Puntos; PJ: Partidos jugados; PG: Partidos ganados; PE: Partidos empatados; PP: Partidos perdidos; GF: Goles a favor; GC: Goles en contra; Dif: Diferencia de goles.

### Primera fase

#### Grupo A
| Equipo   | Pts | PJ | PG | PE | PP | GF | GC | Dif |
| -------- | --- | -- | -- | -- | -- | -- | -- | --- |
| Colombia | 4   | 2  | 1  | 1  | 0  | 1  | 0  | 1   |
| Paraguay | 3   | 2  | 1  | 0  | 1  | 2  | 2  | 0   |
| Brasil   | 1   | 2  | 0  | 1  | 1  | 1  | 2  | -1  |

| 25 de julio de 2010, 19:00 | Paraguay | 0:1 (0:1) | Colombia          | Estadio Defensores del Chaco, Asunción |                                        |
|                            |          | Reporte   | Ortega 35' (pen.) | Árbitro(s): Enrique Cáceres (Paraguay) | Árbitro(s): Enrique Cáceres (Paraguay) |

| 27 de julio de 2010, 17:00 | Brasil | 0:0 (0:0) | Colombia | Estadio Dr. Nicolás Leoz, Asunción    |                                       |
|                            |        | Reporte   |          | Árbitro(s): Julio Quintana (Paraguay) | Árbitro(s): Julio Quintana (Paraguay) |

| 29 de julio de 2010, 21:00 | Paraguay             | 2:1 (1:0) | Brasil       | Estadio Dr. Nicolás Leoz, Asunción             |                                                |
|                            | Ortega 7' · Ruiz 88' |           | Henrique 63' | Árbitro(s): Antonio Arias Alvarenga (Paraguay) | Árbitro(s): Antonio Arias Alvarenga (Paraguay) |

#### Grupo B
| Equipo    | Pts | PJ | PG | PE | PP | GF | GC | Dif |
| --------- | --- | -- | -- | -- | -- | -- | -- | --- |
| Argentina | 4   | 2  | 1  | 1  | 0  | 1  | 0  | 1   |
| Uruguay   | 3   | 2  | 1  | 0  | 1  | 2  | 2  | 0   |
| México    | 1   | 2  | 0  | 1  | 1  | 1  | 2  | -1  |

| 25 de julio de 2010, 21:00 | México    | 1:2 (0:1) | Uruguay                   | Estadio Defensores del Chaco, Asunción |                                       |
|                            | Piñón 60' | Reporte   | Jones 14' · Rodríguez 86' | Árbitro(s): Carlos Galeano (Paraguay)  | Árbitro(s): Carlos Galeano (Paraguay) |

| 27 de julio de 2010, 19:00 | Argentina | 1:0 (1:0) | Uruguay | Estadio Dr. Nicolás Leoz, Asunción             |                                                |
|                            | Hoyos 15' | Reporte   |         | Árbitro(s): Antonio Arias Alvarenga (Paraguay) | Árbitro(s): Antonio Arias Alvarenga (Paraguay) |

| 29 de julio de 2010, 19:00 | Argentina | 0:0 (0:0) | México | Estadio Dr. Nicolás Leoz, Asunción    |  |
|                            |           |           |        | Árbitro(s): Julio Quintana (Paraguay) |  |

### Segunda fase

#### Tercer lugar
| 31 de julio de 2010, 19:00 | Paraguay                         | 2:1 (1:0) | Uruguay   | Estadio General Pablo Rojas, Asunción |                                       |
|                            | Alborno 26' (pen.) · Benítez 77' |           | Aneff 56' | Árbitro(s): Carlos Galeano (Paraguay) | Árbitro(s): Carlos Galeano (Paraguay) |

#### Final
| 31 de julio de 2010, 21:00 | Argentina | 0:1 (0:0) | Colombia  | Estadio General Pablo Rojas, Asunción  |                                        |
|                            |           |           | Calle 55' | Árbitro(s): Enrique Cáceres (Paraguay) | Árbitro(s): Enrique Cáceres (Paraguay) |

| Bandera de Colombia |
| Campeón Colombia    |

## Estadísticas
| Equipo | Equipo    | Pts | PJ | PG | PE | PP | GF | GC | Dif | Rend  |
| ------ | --------- | --- | -- | -- | -- | -- | -- | -- | --- | ----- |
| 1      | Colombia  | 7   | 3  | 2  | 1  | 0  | 2  | 0  | 2   | 77,7% |
| 2      | Argentina | 4   | 3  | 1  | 1  | 1  | 1  | 1  | 0   | 44,4% |
| 3      | Paraguay  | 6   | 3  | 2  | 0  | 1  | 4  | 2  | 2   | 66,6% |
| 4      | Uruguay   | 3   | 3  | 1  | 0  | 2  | 3  | 4  | -1  | 33,3% |
| 5      | Brasil    | 1   | 2  | 0  | 1  | 1  | 1  | 2  | -1  | 16,6% |
| 6      | México    | 1   | 2  | 0  | 1  | 1  | 1  | 2  | -1  | 16,6% |